# سرقت طوفانی
سرقت طوفانی (انگلیسی: The Hurricane Heist) یک فیلم به کارگردانی راب کوهن است که در سال ۲۰۱۸ منتشر شد.